# Werner Schmidt

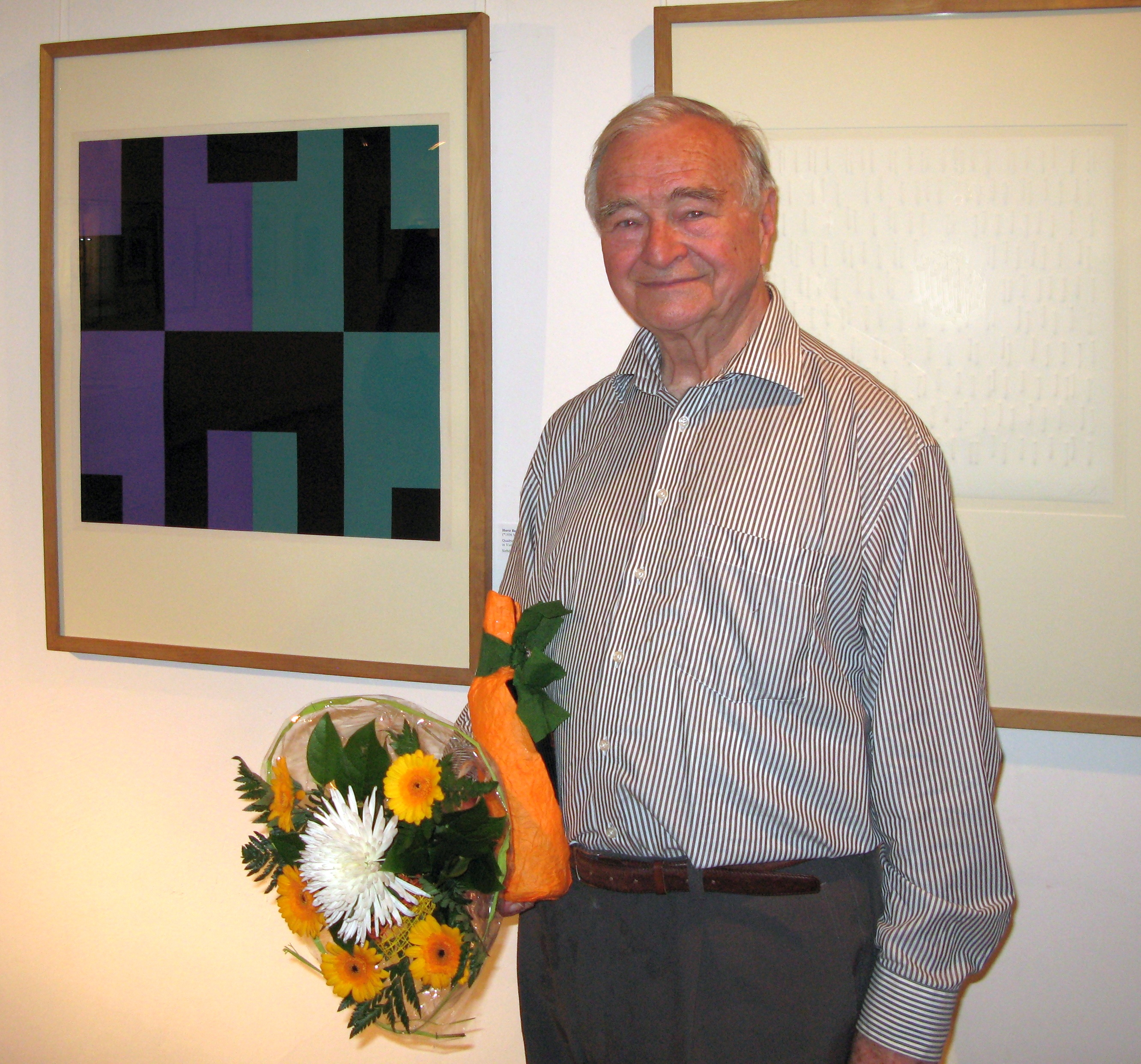
Werner Schmidt (2009)

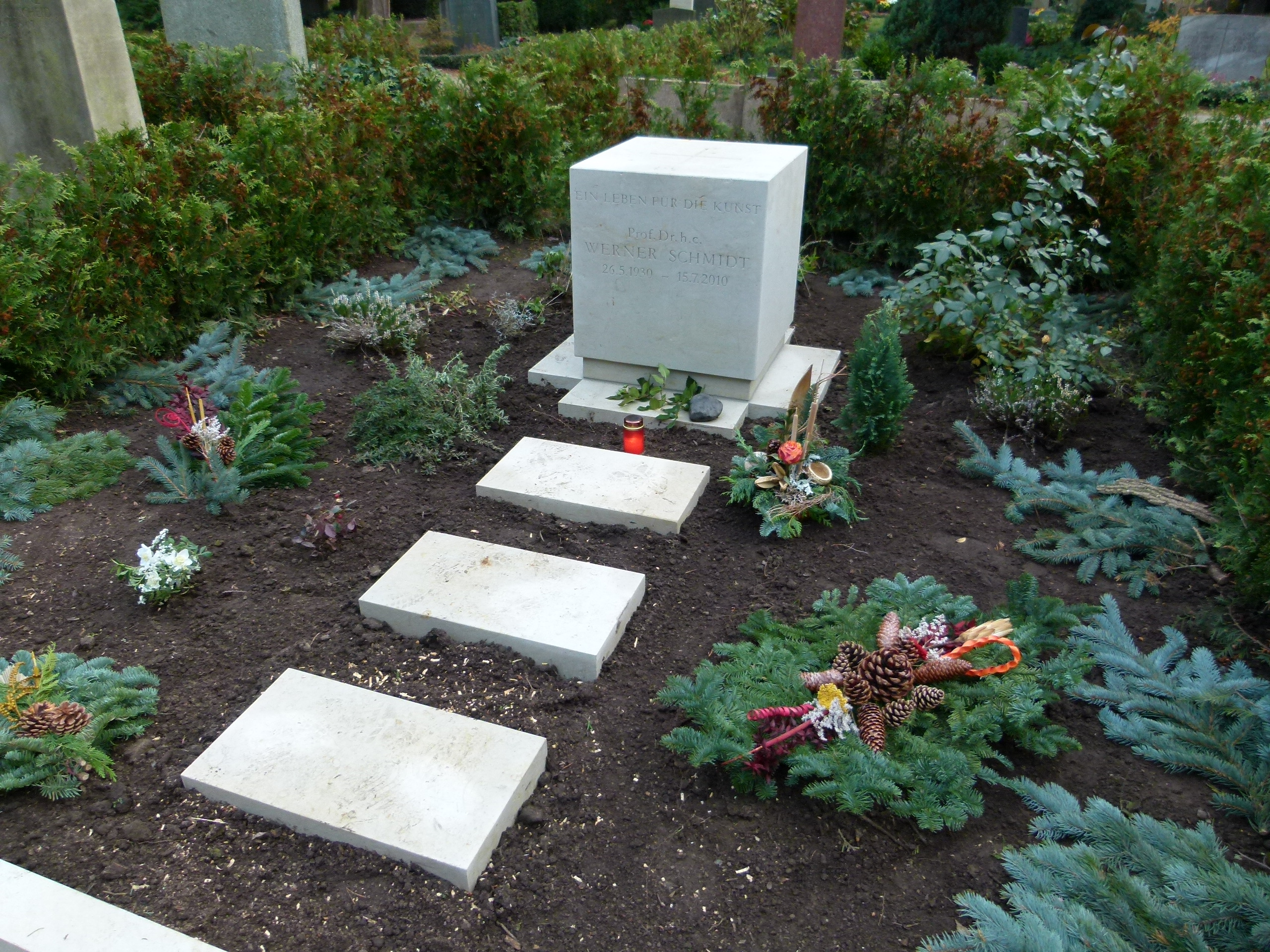
Graf van Werner Schmidt

Werner Schmidt (Pirna, 26 mei 1930 - Dresden, 15 juli 2010) was een Duits kunsthistoricus en museumdirecteur.
Schmidt studeerde kunstgeschiedenis, archeologie en germanistiek in Leipzig en aan de Humboldtuniversiteit in Berlijn. Hij was van 1959 tot 1989 directeur van het "Kupferstichkabinett Dresden" en van 1990 tot 1997 algemeen directeur van de "Staatliche Kunstsammlungen Dresden". In 1997 kreeg hij de Orde van Verdienste van de Bondsrepubliek Duitsland. Schmidt was ook voorzitter van de "Saksische Academie voor Kunsten".

## Publicaties (selectie)
- Bernardo Belotto, genannt Canaletto, in Pirna und auf der Festung Königstein, Canaletto Forum Pirna e. V., Pirna, 2000, ISBN 3-00-007126-1
- Werner Schmidt (uitg.): Ausgebürgert. Künstler aus der DDR und aus dem Sowjetischen Sektor Berlins, 1949–1989. Ausstellung Albertinum Dresden, vom 7. Oktober bis 12. Dezember 1990 ; Kleine Deichtorhalle Hamburg, vom 10. Januar bis 1. März 1991, Berlijn, Argon, 1990, ISBN 3-87024-160-8
- Werner Schmidt (uitg.): Die Kollwitz-Sammlung des Dresdner Kupferstichkabinetts. Graphik und Zeichnungen 1890-1912. DuMont, Keulen, 1988, ISBN 3-7701-2297-6
- Ulli Arnold / Werner Schmidt (uitg.): Barock in Dresden. Kunst und Kunstsammlungen unter der Regierung des Kurfürsten Friedrich August I. von Sachsen und des Königs August II. von Polen genannt August der Starke 1694-1733 und des Kurfürsten Friedrich August II. von Sachsen und König August III. von Polen 1733-1763, Leipzig, 1986, ISBN 3361000025 (catalogus van de Staatl. Kunstsammlungen Dresden)
- Werner Schmidt: Adolph Menzel, Zeichnungen: Verzeichnis und Erläuterungen zur Ausstellung. Nationalgalerie, Berlijn 1955